# Leptoiulus serpentinus
Leptoiulus serpentinus är en mångfotingart som beskrevs av Hans Lohmander. Leptoiulus serpentinus ingår i släktet Leptoiulus och familjen kejsardubbelfotingar. Inga underarter finns listade i Catalogue of Life.